# 曹文詔
曹文詔（？—1635年），山西大同（今山西省怀仁县金沙滩镇南家堡村）人。中國明朝時代武將。清朝諡忠果。

## 簡介
早年在辽东从军，历事熊廷弼、孙承宗，积功升至游击。1629年冬，随袁崇焕入山海关保卫燕京，与后金军作战有功。1630年7月，陕西民变势大，曹文诏被封为延绥东路副总兵，率关宁铁骑千人入关內，进行征讨。1631年4月，曹文诏击灭据守河曲的流寇首领王嘉胤，以功升任临洮总兵官，又连续击灭点灯子、李老柴、一条龙、扫地王等流寇。  
1632年三月，曹文诏与流寇大战于西濠，斩首千级，生擒杜三、杨老柴。接着又击斩红军友。流寇首领李都司派可天飞、刘道江等包围合水城，曹文诏前往救援。流寇军将精锐埋伏起来，以千骑挑战，将明军诱到南原，伏兵大起。流寇军散布谣言说曹将军已经战死，意图扰乱明军军心。曹文诏持矛左右突击，匹马出入万众之中。守军看见后，出兵夹击，流寇军大败，李都司被追杀，在平凉死于洪承畴之手。曹文诏在陕西大小数十战，功劳最多，但洪承畴妒忌，不帮他叙功。  
流寇军见陕西明军势大，都流入山西，并组成三十六营联盟。曹文诏升山西总兵，朝廷命令陕西、山西诸将都受曹文诏节制。他多次击败流寇军。数月之后，“五台、盂县、定襄、寿阳贼尽平”，太谷、范村、榆社连续发起攻击，“贼几消尽。”文诏率军击流寇军首领紫金梁，七战七捷，紫金梁败逃河南，病死。
至1633年六月，流寇悉离陕西、山西，逃入河南作乱。九月，根据崇祯帝的统一调派，曹文诏、京营总兵王朴等人及河南本地军队，于九月底抵达武安，与左良玉所率昌平兵，完成对流寇军合围，高迎祥、李自成、张献忠悉在围中。此时，崇祯收到后金将袭大同之情报，调曹文诏为大同总兵，未能主持围歼。至十一月，流寇军向王朴诈降，脱离包围圈。
1634年7月，清兵西侵，攻围怀仁县及井坪堡、应州。曹文诏驻扎在怀仁固守。八月，围解，曹文诏移驻镇城，出战失利。不久关宁援军至，清兵撤走。十一月，曹文诏被论罪充军边塞，山西巡抚吴甡知道曹文诏知兵善战，推荐他为援剿总兵官，立功自赎。当时，河南流寇势大，朝廷命令曹文诏前往征讨。吴甡上书请求让曹先平山西，后入河南，朝廷不批准。曹文诏因为吴甡对自己有恩，竟取道太原，为吴甡所留。曹文诏整兵南行。
1635年3月，于信阳与总督洪承畴相会。洪承畴大喜，令他出战，他于随州破敌，斩首380余级。四月，洪承畴因为流寇尽数退入关中，于是命令曹文诏入关，然后由阌乡取山路至雒南、商州，直捣流寇军根据地，再从山阳、镇安、洵阳入汉中。5月5日，曹文诏抵达商州。流寇军离城三十里安营，营火满山。曹文诏率其侄参将曹变蛟等夜袭，获胜，直追至金岭川。流寇军据险以千骑迎战，曹变蛟大声咆哮杀入敌阵，各路兵马于是一同跟进，流寇军败走。曹变蛟勇冠三军，流寇军听到大小曹将军的名字，无不惊惧。 
其后李自成率众二十万进攻凤翔。崇祯八年六月，曹文诏受命于洪承畴出战，率三千人自宁州进军。途中遇敌，曹变蛟先登陷阵，斩首五百，追击三十里，曹文诏率步兵紧随。一路，文诏追击数百里，斩杀三千人。流寇走投无路，集结三万人与之战，文诏率千骑陷阵，流寇箭如雨下。激战一日，阵斩几千人后，文诏集结兵力突击，与数骑随从出。在经过大批流寇时，本来流寇军并不知道这几骑中有曹文诏，但文诏部下小卒被擒，大呼：“将军救我！”流寇军中有人闻之，认出了他，说：“这就是曹总兵。”于是集结上千人围困。文诏左右冲突，连杀敌兵数十人，转斗数里，流寇无人敢前，止围之不使去，最后文诏力尽，拔刀自刎。
洪承畴听到消息后大哭，崇禎帝也很悲伤，下令建祠祭祀，追赠太子太保。曹文诏忠勇冠于当时，他死后，流寇军都互相庆贺。

## 外部連結
- 明史本紀第二十三 （页面存档备份，存于）

| 前任： 张显谟 | 甘肃总兵官 ？年—？年 | 繼任： 柳绍宗 |